# Скороход, Наталья Степановна
Наталья Степановна Скороход (род. 21 мая 1960, Ленинград) — российский театровед, драматург, сценарист, педагог. Доктор искусствоведения, профессор.

## Биография
Родилась 21 мая 1960 года в Ленинграде. В 1986 году окончила драматический факультет Ленинградского государственного института театра музыки и кинематографии им. Николая Черкасова. Долгие годы сотрудничала с театрами и киностудиями как драматург и сценарист. Её сценические переложения Пушкина, Толстого, Чехова и др. ставились во многих крупных театрах России, в том числе в Александринском театре, Большом драматическом театре им. Товстоногова, Театре Российской армии, Омском академическом театре драмы.
С 1997 года преподает в Российском государственном институте сценических искусств.
В 1999—2002 годах — главный редактор и издатель детского литературно-художественного журнала «Чиж и Ёж».
В 2008 году защитила в РАТИ—ГИТИС диссертацию на соискание учёной степени кандидата искусствоведения по теме «Проблемы театрального прочтения прозы» (научный руководитель — Юрий Барбой).
С 2011 года руководит драматургической программой института и мастерской драматургов РГИСИ. Параллельно в 2013—2017 годах выпустила несколько курсов сценаристов кино в Санкт-Петербургском государственном институте кино и телевидения.
В 2021 году защитила в РИТИ—ГИТИС диссертацию на соискание учёной степени доктора искусствоведения по теме «Русский роман и театр: формирование эпического состава действия» (научный консультант — Александр Чепуров). С 2021 года — профессор кафедры театрального искусства.
Печаталась в журналах «Московский наблюдатель», «Театр», «Театральная жизнь», «Искусство кино», «Петербургский театральный журнал» и др. В 2013 году в серии «Жизнь замечательных людей» издательство «Молодая гвардия» издало её биографическую книгу о писателе Леониде Андрееве.

## Фильмография

### Сценарист
- 2001 — Тёмная ночь (совместно с Олегом Коваловым)
- 2002 — Убитые молнией (совместно с Евгением Юфитом)

## Награды и премии
- 2006 — Первая премия конкурса-фестиваля «Быль. Российские фильмы — о российской истории» за лучший сценарий игрового фильма «Полночь века»
- 2009 — Специальный диплом жюри конкурса «Россия. Уроки прошлого» за сценарий «Вдова Канта»[5]
- 2015 — Приз гильдии киноведов и кинокритиков за книгу «С. М. Эйзенштейн в отечественной рефлексии: pro et contra» (совместно с О. Коваловым и С. Семенчук)